# استلینگ مینیس
استلینگ مینیس (به انگلیسی: Stelling Minnis) یک روستا و محله مدنی در بریتانیا است که در Folkestone and Hythe واقع شده‌است. استلینگ مینیس ۵۷۸ نفر جمعیت دارد.